# Jimmy Wolk
James Joseph Wolk, conocido como Jimmy Wolk (22 de marzo de 1985) es un actor estadounidense.

## Biografía
Es nativo de Farmington Hills, Míchigan. Ha estado involucrado en el mundo del teatro y el baile por varios años. Es graduado de la Universidad de Míchigan en el departamento de Teatro y Drama donde apareció en varias producciones teatrales incluyendo “The Lamarie Project”, “You Can’t Take It With You” y “Arthur Millar Celebration”. En la Universidad de Míchigan, Jimmy obtuvo gran experiencia en cámara en el filme The Spiral Project de 2006.
Después de graduarse en 2007, continuó su trabajo teatral en Nueva York en producciones de Broadway e hizo una pequeña aparición en el drama As The World Turns. 
La gran oportunidad le llegó en 2008 cuando ganó el papel principal en el primer episodio de la temporada número 58 de Hallmark Hall Of Fame, llamado Front Of The Class (Al frente de la Clase). El episodio estaba basado en la autobiografía de Brad Cohen, un hombre joven que tiene Síndrome de Tourette que superó sus obstáculos para convertirse en maestro, autor y orador.
Al igual que Brad Cohen, Jimmy enfrentó sus propios retos al abordar un personaje tan complejo. A menos de un año de haber salido de la universidad con algunos créditos profesionales y haber sido seleccionado para un papel principal complicado en una película para televisión que tenía la distinción de ser una producción de Hallmark Hall of Fame. Peter Werner, director de En frente de la Clase nota que a pesar de tener pocos créditos profesionales, el entrenamiento teatral de Jimmy lo ayudó a dominar la situación lo cual lo llevó a obtener buenas críticas. Interpretar a alguien con síndrome de Tourette fue un papel difícil y de acuerdo a Jimmy fue "como aprender dos idiomas". 
En 2009 apareció en el filme 8 Easy Steps y fue uno de los personajes en el primer capítulo de la serie de ABC Solving Charlie. 
En 2010 trabajó en la película You Again de Disney, con Kristen Bell, el interpreta al hermano de Bell que está por casarse con su rival de la secundaria, interpretado por Odette Yustman.
En 2011 actuó en Georgetown como Andrew Pierce. 
En 2012 grabó una película "For a Good Time, Call..." con el papel de Charlie.
En 2013 actúa como Bob Benson en la serie de AMC Mad Men, siendo un personaje regular en la sexta temporada de la serie.
Participó en la serie The Crazy Ones, protagonizada junto a Sarah Michelle Gellar y Robin Williams.
En 2015 se encuentra grabando la serie Zoo.

## Vida personal
Se graduó en 2007 de la Universidad de la escuela de Música, Teatro y Baile de Míchigan. Otros graduados son: James Earl Jones, Arthur Miller, Christine Lahti, Gilda Radner y David Paymer. 